# Danemark au Concours Eurovision de la chanson 2024
Le Danemark est l'un des trente-sept pays participants au Concours Eurovision de la chanson 2024 qui se déroule à Malmö en Suède. Le pays est représenté par la chanteuse Saba et sa chanson Sand.

## Sélection
Le diffuseur danois DR annonce son intention de participer à l'Eurovision 2024 le 12 mai 2023. Il annonce également que le Dansk Melodi Grand Prix serait à nouveau organisé afin de sélectionner le représentant du pays au concours.

### Format
Le Dansk Melodi Grand Prix 2024 se déroule en une unique soirée. Elle se tient le 17 février 2024 au DR Koncerthuset à Copenhague et est présentée par Sara Bro et Stéphanie Surrugue. Elle est diffusée en direct sur DR1 et sur la plateforme en ligne DR TV.
La sélection voit s'opposer huit artistes. Le gagnant est déterminé par le biais de deux tours de vote. Lors de la première phase, le vote est ouvert du 10 au 16 février 2024 puis de nouveau lors de la soirée en direct, les trois artistes ayant obtenus le plus de votes se qualifient pour la deuxième phase. Le gagnant est alors déterminé par un second vote parmi ces trois artistes. Les artistes ont la possibilité d'être accompagnés par un orchestre en direct pour leurs performances en direct.
Les résultats des deux phases de vote sont basés sur une combinaison du télévote danois, comptant pour moitié du résultat, et du vote d'un jury, composé de 20 professionnels de la musique — dix danois et dix internationaux provenant des cinq pays vainqueurs de l'Eurovision les plus récents : la Suède, l'Ukraine, l'Italie, Israël et les Pays-Bas —, comptant pour l'autre moitié du résultat,. Les téléspectateurs ne peuvent voter pour chaque chanson qu'une fois par tour via une application mobile ou, pendant le direct, par SMS.

### Participants
Du 29 août au 27 octobre 2023, le diffuseur danois DR ouvre une période de candidatures pour que les artistes et compositeurs puissent soumettre leurs chansons. Les chansons peuvent être interprétées dans n'importe quelle langue, mais pour pouvoir concourir, au moins un compositeur, un parolier ou un interprète doit être citoyen danois ou présenter un lien avec le Danemark — par exemple : résidence permanente dans le pays ou mariage avec un citoyen danois —,. DR invite également directement des artistes de la scène musicale danoise à participer. À la fin de cette période, environ 500 candidatures ont été reçues,.
Le diffuseur danois annonce le 4 décembre 2023 avoir terminé le processus de présélection des artistes participants, dont il révèle finalement la liste le 25 janvier 2024. Pour la première fois dans l'histoire de l'événement, aucune des chansons en compétition ne contenait de paroles en danois, toutes étant en anglais.
| Aura Dione   | Mirrorball of Hope    | Anglais | Kenneth Alexander Nicolaisen, Maria Louise Joensen, Andres Artiles Jerrik, Michelle Leonard                            |
| Basim        | Johnny                | Anglais | Anis Basim Moujahid, Frederik Nordsø, Frej Randrup Lund,                                                               |
| Chu Chu      | The Chase (Zoom Zoom) | Anglais | Amy Jeyasri Larsen, Christopher Engel Snitkjær, Emma Lincoln, Merle Pi Madsen, Nina Vejen Henriksen                    |
| Janus Wiberg | I Need Your Love      | Anglais | Danny Baludrsson, Janus Wiberg, Marius Ziska , Nick Tsang, Simun Dam, Søren Balsner                                    |
| RoseLu       | Real Love             | Anglais | Anders Bønløkke, Anders Stig Gehrt Nielsen, Jakob Groth Bastiansen, Joachim Ersgaard, Rosa Frydensbjerg, Stine Bramsen |
| Saba         | Sand                  | Anglais | Jonas Thander, Melanie Gabriella Hayrapetian, Pil Kalinka Nygaard Jeppesen                                             |
| Stella       | Sign here             | Anglais | Sophie Darum, Søren Christensen, Tim Schou                                                                             |
| Ublu         | Planetary Hearts      | Anglais | Adam Spanggaard Saarup, Andreas Darger, Emil Emborg, Frej Fogh Darger, Marie Rørbæk, Martina Nielsen                   |

### Résultats
La finale est diffusée le samedi 17 février 2024.
- Qualifié pour le second tour

| Ordre | Artiste      | Titre                 |
| ----- | ------------ | --------------------- |
| 1     | Saba         | Sand                  |
| 2     | Stella       | Sign here             |
| 3     | Chu Chu      | The Chase (Zoom Zoom) |
| 4     | Basim        | Johnny                |
| 5     | RoseeLu      | Real Love             |
| 6     | Ublu         | Planetary Hearts      |
| 7     | Janus Wiberg | I Need Your Love      |
| 8     | Aura Dione   | Mirrorball of Hope    |

| Ordre | Artiste      | Titre            | Jury | Télévote | Total | Place |
| ----- | ------------ | ---------------- | ---- | -------- | ----- | ----- |
| 1     | Saba         | Sand             | 22   | 15       | 37    | 1     |
| 2     | Basim        | Johnny           | 15   | 19       | 34    | 2     |
| 3     | Janus Wiberg | I Need Your Love | 13   | 16       | 29    | 3     |

Au terme de la soirée, ce sont donc Saba et sa chanson Sand qui sélectionnées pour représenter le Danemark au Concours Eurovision de la chanson 2024.

## À l'Eurovision
Le Danemark participe à la seconde demi-finale, le jeudi 9 mai 2024. Saba est la septième des seize participants à présenter sa chanson.

À l'issue de la soirée, le Danemark ne fait pas partie des dix pays qualifiés pour la finale, s'étant classé douzième avec 36 points. C'est la quatrième fois consécutive que le Danemark ne parvient pas à se qualifier.
Les trois émissions du Concours sont retransmises sur DR1, avec les commentaires d'Ole Tøpholm.

Les votes du jury danois lors de la finale sont présentés par Stéphanie Surrugue, en français.